# The Furies (1950)
The Furies is een Amerikaanse western uit 1950 onder regie van Anthony Mann. Destijds werd de film in Nederland uitgebracht onder de titel De heerser.

## Verhaal
De grootgrondbezitter T.C. Jeffords kondigt zijn verloving aan met zijn tweede vrouw Flo. Het nieuws wordt niet op applaus onthaald door zijn dochter Vance. Zij heeft een geheime romance met de gokker Rip Darrow, wiens vader ooit werd gedood door Jeffords. Er ontstaat een vete tussen van Vance en haar vader.

## Rolverdeling
| Acteur           | Personage         |
| ---------------- | ----------------- |
| Barbara Stanwyck | Vance Jeffords    |
| Wendell Corey    | Rip Darrow        |
| Walter Huston    | T.C. Jeffords     |
| Judith Anderson  | Flo Burnett       |
| Gilbert Roland   | Juan Herrera      |
| Thomas Gomez     | El Tigre          |
| Beulah Bondi     | Mevrouw Anaheim   |
| Albert Dekker    | Mijnheer Reynolds |
| John Bromfield   | Clay Jeffords     |
| Wallace Ford     | Scotty Hyslip     |
| Blanche Yurka    | Moeder Herrera    |
| Louis Jean Heydt | Bailey            |
| Frank Ferguson   | Dr. Grieve        |
| Charles Evans    | Oude Anaheim      |
| Movita           | Chiquita          |